# Distrito electoral de Gillaspie (condado de Cherry, Nebraska)
Gillaspie (en inglés: Gillaspie Precinct) es un distrito electoral ubicado en el condado de Cherry en el estado estadounidense de Nebraska. En el Censo de 2010 tenía una población de 43 habitantes y una densidad poblacional de 0,05 personas por km².

## Geografía
Gillaspie se encuentra ubicado en las coordenadas 42°32′55″N 101°25′48″O / 42.54861, -101.43000. Según la Oficina del Censo de los Estados Unidos, Gillaspie tiene una superficie total de 852.75 km², de la cual 850.02 km² corresponden a tierra firme y (0.32%) 2.73 km² es agua.

## Demografía
Según el censo de 2010, había 43 personas residiendo en Gillaspie. La densidad de población era de 0,05 hab./km². De los 43 habitantes, Gillaspie estaba compuesto por el 100% blancos.